# Архиепархия Осаки—Такамацу
Архиепархия Осаки—Такамацу (лат. Archidioecesis Osakensis—Takamatsuensis) — архиепархия Римско-Католической церкви с центром в городе Осака, Япония. В митрополию Осаки входят епархии Киото, Нагои и Хиросимы. Кафедральным собором архиепархии Осаки является Собор Тамацукури.

## История
20 марта 1888 года Святой Престол учредил апостольский викариат Центральной Японии, выделив его из апостольского викариата Южной Японии (сегодня — архиепархия Нагасаки).
15 июня 1891 года Папа Римский Лев XIII издал бреве «Non maius Nobis», которой преобразовал апостольский викариат Центральной Японии в епархию Осаки.
27 января 1904 года, 4 мая 1923 года и 17 июня 1937 года епархия Осаки передала часть своей территории апостольской префектуре Сикоку (епархия Такамацу), апостольскому викариату Хиросимы (сегодня — епархия Хиросимы) и апостольской префектуре Киото (сегодня — епархия Киото).
24 июня 1969 года епархия Осаки была возведена в ранг архиепархии.
15 августа 2023 года Папа Франциск образовал митрополию Осаки—Такамацу путём слияния архиепархии Осаки и епархии Такамацу

## Ординарии архиепархии

### Апостольский викарий Центральной Японии
- епископ Феликс-Николя-Жозе Мидон (23.03.1888 — 15.06.1891).

### Епископы Осаки
- епископ Феликс-Николя-Жозе Мидон (15.06.1891 — 12.04.1893);
- епископ Анри-Капре Васселон (18.04.1893 — 7.03.1896);
- епископ Жюль-Огюст Шатрон (22.04.1896 — 7.05.1917);
- епископ Жан-Батист Кастанье (6.07.1918 — 3.12.1940);
- епископ Павел Ёсигоро Тагути (25.11.1941 — 24.07.1969).

### Архиепископы Осаки
- кардинал Павел Ёсигоро Тагути (24.07.1969 — 23.02.1978).
- архиепископ Павел Хисао Ясуда (15.11.1978 — 10.05.1997);
- архиепископ Лев Дзюн Икэнага (10.05.1997 — 20.08.2014);
- кардинал Томас Акино Манъё Маэда (20.08.2014 — 15.08.2023).

### Архиепископы Осаки—Такамацу
- кардинал Томас Акино Манъё Маэда (с 15 августа 2023 — по настоящее время).

## Источник
- Annuario Pontificio, Libreria Editrice Vaticana, Città del Vaticano, 2003, ISBN 88-209-7422-3
- Бреве Non maius Nobis, ASS 24 (1891-92), стр. 257 Архивная копия от 5 марта 2020 на Wayback Machine  (лат.)